# Lista över namn på Oden
Detta är en lista över binamn på asaguden Oden.
| Binamn                       | Kommentar |
| ---------------------------- | --- |
| Allfader                     | Alltings fader. |
| Atrid                        | Han som rider mot. |
| Biflinde                     | Sköldskakaren. |
| Bileyg                       | Framsynt. |
| Båleyg                       | Eldögd. |
| Bölverk                      | Illgörare. Förekommer i flera eddadikter, till exempel Havamal och Sången om Grimner där han förvandlar sig till ormhamn för att ta sig in till Gunnlöd.                                                                                         |
| Drögadrotten / Draugadrotten | fornnordiska: draugadróttinn; drögarnas drott (gengångarnas herre) |
| Enöga                        | För att han offrade sitt ena öga i Mimers brunn. |
| Feng                         | Fångaren. |
| Fimbultul                    | Den store framsägaren, när han uppträdde som representant för besvärjelserna. |
| Fimbultyr                    | Den stora guden. Se även Tyr. |
| Fjölne                       | Den som är många. |
| Fjölsvinn                    | Mångvetande, nämns i Grímnismál 47 och anspelar på att Oden är den visaste av gudar. |
| Framtyr                      | Anfallsguden. |
| Gagnråd                      | Den som ger fördelaktiga råd. |
| Ganglere                     | "Den färdtrötte", alternativt "Den färdlärande". |
| Gaut                         | "Avlaren", ett binamn på Oden som folkens anfader. |
| Gestumblinde                 | Blind gäst. Oden när han tävlar i gåtor med sagokungen Heidrek. (Hervarar saga). |
| Glapsvinn                    | Klar eller skinande kunskap. |
| Gaut                         | 'Sädesutgjutaren' , 'mannen' , 'avlaren", hans titel som framförallt götarnas anfader. |
| Grim, Grímr, Grimner         | "Den maskerade, fördolde, förklädde". Odens namn då han förklädd i en blå pälsrock besökte sin fosterson kung Geirröd. |
| Göndle                       | Stavbärare. |
| Hangadrott                   | Ungefär "de hängdas kung".;Oden offrade sig själv genom att hänga sig och man offrade därför människor till Oden genom att hänga dem i tron att guden satte sig under de dödas kroppar och inhämtade visdom från dem. Se Ynglingasagan, Havamal. |
| Hangatyr                     | Ungefär "de hängdas gud".;Oden offrade sig själv genom att hänga sig och man offrade därför människor till Oden genom att hänga dem i tron att guden satte sig under de dödas kroppar och inhämtade visdom från dem. Se Ynglingasagan, Havamal.  |
| Har                          | Hög. |
| Harbard                      | "Gråskägg", när han förklädd till färjkarl retar Tor. Se Sången om Harbard. |
| Have                         | Den höge. |
| Helblinde                    | Den av Hel (döden) förblindade. Möjligen också namn på Lokes broder. |
| Herblinde                    | Den som förblindar hären. |
| Herjafader                   | Härfadern |
| Herjan                       | Herren, härföraren. |
| Herteit                      | Stridsglad. |
| Hjalmbere                    | Hjälmbäraren. Förekommer bland annat i Sången om Grimner. |
| Hnikar                       | Rubbare, ruckare, tänjare. |
| Hnikud                       | Den rubbade, den ruckade, den tänjde. |
| Hropt                        | Splittrad. |
| Hroptatyr                    | Den splittrade guden. |
| Hrossharsgrani               | Den med hästhårsmustsch. När han omtalas med Starkad. |
| Härfader                     | [ 1 ] |
| Jafnhar                      | Jämnhög. När Oden uppträder som en treenighet. |
| Jalk                         | Den kastrerade |
| Jarngrímr                    | Järngrimmade, Järnmaskerade eller Järngrimman, Järnmasken |
| Jólnir                       | Julens gud. Se också Alver. |
| Jólföðr                      | Julfader. Se också Alver. |
| Karl                         | Fri man. |
| Kjalar                       | Släde. |
| Korpguden                    | Eftersom han var omgiven av korpar. |
| Ofne                         | Öppnaren, eggaren, initieraren. |
| Ome                          | Den återskallande |
| Oske                         | Önskningsuppfyllaren. |
| Rafnagud                     | Korpguden. |
| Raner                        | Rasaren. |
| Ropt                         | Splittrad. |
| Roptatyr                     | Den splittrade guden. |
| Rögne                        | Hövdingen, styresmannen. |
| Sann                         | Den sanne. |
| Sanngetal                    | Sanngissaren. |
| Sidgrane                     | "Har långt läppskägg". |
| Sidhatt                      | "Har nedhängande hattbrätte". |
| Sidskägg                     | "Långskägg". |
| Sigfader                     | "Stridsfader". |
| Sigtyr                       | "Stridsguden", den som alltid skulle ge seger åt dem som åkallade honom. |
| Skilfing                     | Den skälvande. |
| Svafne                       | Sövaren, avslutaren. |
| Svidre                       | Den brände. |
| Svidur                       | Brännaren. |
| Svipal                       | Den flyktige, den obeständige. |
| Tekk                         | Täck, behaglig, älskad. |
| Tredje                       | När Oden uppträder som en treenighet. |
| Tro                          | Enligt Grimnismal var detta Odens namn på tinget. |
| Tund                         | Tunn dimma, mager. |
| Tunn                         | Tunn dimma, mager. |
| Tvegge                       | Den som är två. |
| Unn                          | Den älskade. |
| Vafud                        | Den snärjde, den sammanflätade. |
| Vaker                        | Uppväckaren. |
| Valfader                     | De i strid dräptas fader. |
| Vegtam                       | vägtam, den bereste. |
| Veratyr                      | Vardandets och existensens gud. |
| Vidre, Vidur                 | Den utvidgade, den expanderade. |
| Ygg                          | "Den skräckinjagande". |